# 天不变道亦不变
天不变道亦不变是西汉董仲舒提出的思想。天指创造万物的主宰或天意，道指以三纲五常、名教为核心的理论，意思是天是永恒不变的，因而道也是永恒不变。毛澤東認為，天不变道亦不变是一種形而上学的思想，而且被封建统治阶级拥护。